# Rio Itajaí do Sul
Rio Itajaí do Sul är ett vattendrag i Brasilien.   Det ligger i delstaten Santa Catarina, i den södra delen av landet, 1 300 km söder om huvudstaden Brasília.
I omgivningarna runt Rio Itajaí do Sul växer i huvudsak städsegrön lövskog. Runt Rio Itajaí do Sul är det ganska tätbefolkat, med 116 invånare per kvadratkilometer.